# Kristian Dijkstra
Kristian Dijkstra (Leeuwarden, 19 maart 1988) is zanger van de Nederlandse band Twarres. Hij speelt akoestische percussie en zingt de eerste en tweede stem.

## Biografie
In 1997 startte Kristian zijn carrière als slagwerker bij het Pasveerkorps in Leeuwarden en werd daarmee meerdere keren wereldkampioen op het Wereld Muziek Concours te Kerkrade. Ook trad hij op in de Royal Academy of Music in Londen. In 2008 speelde hij met het Pasveerkorps op het Big Bang Slagwerk Festival met Toto-drummer Simon Phillips. 
Naast 'Twarres' speelt Kristian ook in de band 'The Woodrockers', een country/Bluegrass band.

## Twarres
Sinds 2014 maakt Kristian deel uit van de Nederlandse band Twarres. Samen met Mirjam Timmer vormt hij de band. In 2016 werd de eerste officiële nieuwe single 'Fûgelfrij' uitgebracht in de nieuwe bezetting.   